# Terremoto de Afganistán de mayo de 1998
El terremoto de Afganistán de mayo de 1998 ocurrió en el norte del país el sábado 30 de mayo de 1998, a las 10:52 hora local en la provincia de Tajar, con una magnitud de momento de 6,5 y una intensidad Mercalli máxima modificada de VII. En ese momento, la Guerra Civil Afgana estaba en marcha; la zona afectada estaba controlada por el Frente Islámico Unido por la Salvación de Afganistán.

## Descripción general
Este terremoto fue el segundo gran terremoto en la zona en 1998 después de otro terremoto el 4 de febrero. Entre 4.000 y 4.500 personas murieron en las provincias de Tajar y Badajshán. Casi 7.000 familias resultaron afectadas y se estima que 16.000 casas quedaron destruidas o dañadas.
 Aproximadamente 45.000 personas se quedaron sin hogar. Más de 30 aldeas quedaron destruidas y otras 70 sufrieron graves daños. Murieron varios miles de animales y se destruyeron cultivos e infraestructuras.
Como muchas naciones menos desarrolladas, Afganistán no estaba preparado para afrontar este tipo de desastre natural. El país no contaba con formas de protección ni de microzonificación de peligros. Las casas se construían principalmente con ladrillos de adobe con cimientos poco profundos. Los pueblos fueron construidos sobre laderas inestables. Muchas aldeas quedaron completamente sepultadas debido a los deslizamientos de tierra. Las réplicas continuaron durante un mes. También se sintió en Mazar-e Sharif, Kabul, Andiján, Samarcanda, Islamabad, Peshawar, Rawalpindi y Dusambé.

## Esfuerzos de ayuda
Durante la operación de socorro surgieron varios problemas. La región afectada era remota y carecía de telecomunicaciones modernas. Las costumbres locales prohibían a los médicos examinar o hablar con las mujeres. No había ningún mapa preciso disponible de la región afectada; sin embargo, este problema se mitigó ya que los pilotos de los primeros helicópteros de Tayikistán habían servido en las Fuerzas Armadas Soviéticas en la zona durante la guerra soviético-afgana y estaban familiarizados con muchas de las aldeas. Los esfuerzos de ayuda también se retrasaron debido al bloqueo de carreteras, el mal tiempo y la agitación política en la región.
Los esfuerzos de socorro de varias agencias en Afganistán fueron administrados desde el vecino Pakistán, ya que muchas organizaciones habían aprendido de experiencias anteriores a no basar demasiados activos en Kabul o en cualquier otra ciudad de Afganistán. Se estableció una subbase para las tareas de socorro en Rostaq, en la provincia de Tajar, cerca de la frontera entre Afganistán y Tayikistán, que, a pesar de la falta de aeródromos, tenía espacios abiertos para operaciones de helicópteros y una conexión por carretera con Tayikistán. Se hizo un llamamiento mundial para que se necesitaran helicópteros para ayudar en las operaciones de socorro.
Las Naciones Unidas y varias organizaciones no gubernamentales participaron en los esfuerzos de socorro en la zona afectada. Las Naciones Unidas, el Comité Internacional de la Cruz Roja, la Federación Internacional de Sociedades de la Cruz Roja y de la Media Luna Roja y varias ONG nacionales e internacionales organizaron una operación conjunta de socorro.